# SV The Brothers (voetbalclub)
Sport Vereniging The Brothers is een Surinaamse voetbalclub uit Meerzorg. De in 2006 opgerichte club komt uit in de SVB-Eerste Klasse en speelt zijn thuiswedstrijden in het Clarence Seedorf Stadion in Para. De traditionele uitrusting van SV The Brothers bestaat uit een rood-wit tenue.

## Algemene informatie
SV The Brothers is een satellietclub van de Italiaanse voetbalclub AC Monza. Jurgen Seedorf is een bekend voormalig voetballer van de club, waar hij gedurende het seizoen 2010/11 speelde.

## Erelijst en resultaten

### Erelijst
Lidbondentoernooi
- Finalist: 2008

District West (Coronie) (1x)
2008

### Competitieresultaten
| 4 |

| 1 |

| 2 |

| 8 |

| 10 |

| District West |

| SVB-Eerste Klasse |

| SVB-hoofdklasse |

| District West |

| SVB-Eerste Klasse |

| SVB-hoofdklasse |

## Bekende (oud-)spelers
- Igente Darson
- Chedric Seedorf
- Jurgen Seedorf